# Danh sách Hoàng hậu Nhật Bản

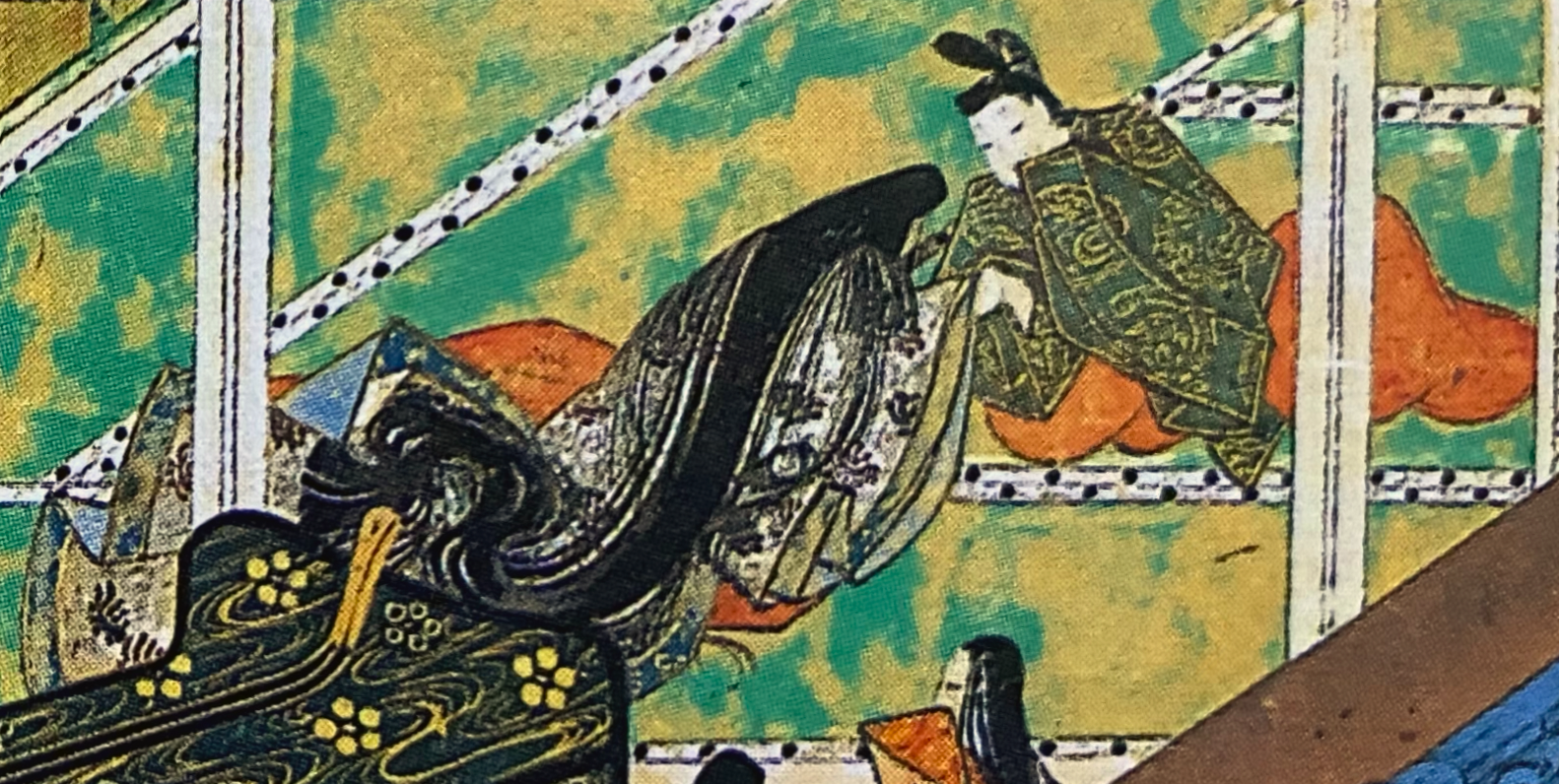
Hoàng hậu Saionji Kishi (c.1303–1333) và Thiên hoàng Go-Daigo (1288–1339) trong bản vẽ được lấy từ Taiheiki Emaki (c.thế kỷ 17). Được sở hữu bởi Bảo tàng Lịch sử và Văn hóa dân gian tỉnh Saitama.

Tại Nhật Bản,vào thời kỳ cổ đại, hầu hết các Hoàng hậu đều xuất thân từ gia đình Hoàng thất, ngoại trừ trường hợp của Iwa no hime (Hoàng hậu của Thiên hoàng Nintoku). Sau khi Hoàng hậu Kōmyō (chính phi của Shōmu) tiến cung, các con gái đến từ gia tộc Fujiwara hay những gia tộc khác mới có thể trở thành Hoàng hậu. Trong ngôn ngữ gốc, từ Chūgū (Trung cung) (中宮) được dùng để chỉ nơi ở của Hoàng hậu (Kōgō (皇后)), Hoàng Thái hậu (Kōtaigō (皇太后), hay Thái hoàng Thái hậu (Tai-Kōtaigō (太皇太后)). Cho đến tận giữa thời kỳ Heian, Thiên hoàng vẫn chỉ có một Hoàng hậu, và vị Hoàng hậu đó cũng được gọi là Trung cung (Chūgū). Đến triều đại của Thiên hoàng Ichijō, khi ấy các vị Thiên hoàng có thể thiết lập nhiều hơn một Hoàng hậu trong hậu cung, một trong số họ sẽ được gọi là Kōgō (Hoàng hậu) và người còn lại sẽ được gọi là Chūgū (Trung cung). Sau trường hợp một người phụ nữ trinh bạch là Nội Thân vương Yasuko trở thành Hoàng hậu ( Kōgō), danh vị này bắt đầu được dùng để phong cho các chuẩn mẫu (准母) của Thiên hoàng và do đó, những vị nữ quyến Hoàng thất trong trường hợp tương tự đều có thể sử dụng danh hiệu Kōgō.
Dưới đây là danh sách các Hoàng hậu Nhật Bản từ thời kỳ lập quốc đến nay: 
| Hình ảnh | Tên                                         | Phối ngẫu                                                                                     | Tại vị                                                  | Thông tin |
| -------- | ------------------------------------------- | --------------------------------------------------------------------------------------------- | ------------------------------------------------------- | --- |
|          | Himetataraisuzu-hime媛蹈鞴五十鈴媛          | Thiên hoàng Jimmu                                                                             | 660–581 trước CN (81 năm)                               | Con gái của Kotoshironushi. Kết hôn năm 681 trước CN. Sinh mẫu của Thiên hoàng Suizei cùng hai người con khác. Trở thành Hoàng Thái hậu vào năm 581 trước CN. |
|          | Isuzuyori-hime五十鈴依媛命                  | Thiên hoàng Suizei                                                                            | 580–548 trước CN (32 năm)                               | Con gái của Kotoshironushi; em gái của Himetataraisuzu-hime; dì của Thiên hoàng Suizei. Sinh mẫu của Thiên hoàng Annei. Phong Hoàng Thái hậu vào năm 548 trước CN. |
|          | Nunasokonakatsu-hime渟名底仲媛命            | Thiên hoàng Annei                                                                             | 546–510 trước CN (36 năm)                               | Con gái Hoàng tử Kamo; cháu gái của Kotoshironushi. Sinh mẫu của Thiên hoàng Itoku và hai người con khác. Trở thành Hoàng Thái hậu vào năm 510 trước CN. |
|          | Amatoyotsu-hime天豊津媛命                   | Thiên hoàng Itoku                                                                             | 509–475 trước CN (34 năm)                               | Con gái của Hoàng tử Okimi, cháu gái Thiên hoàng Annei và Nunasokonakatsu-hime. Sinh hạ Thiên hoàng Kōshō và một người con khác. Là Hoàng Thái hậu vào năm 475 trước CN. |
|          | Yosotarashi-hime世襲足媛                    | Thiên hoàng Kōshō                                                                             | 447–392 trước CN (55 năm)                               | Con gái của Ame no Oshio no Mikoto. Sinh mẫu của Thiên hoàng Kōan và một người con khác. Phong làm Hoàng Thái hậu năm 392 trước CN. |
|          | Oshi-hime押媛                               | Thiên hoàng Kōan                                                                              | 367–290 trước CN (77 năm)                               | Con gái Hoàng tử Amatarashikunioshihito; cháu gái Thiên hoàng Kōshō và Yosotarashi-hime; cháu họ Thiên hoàng Kōan. Hạ sinh Thiên hoàng Kōrei và một người con khác. Là Hoàng Thái hậu vào năm 290 trước CN. |
|          | Kuwashi-hime細媛命                          | Thiên hoàng Kōrei                                                                             | 289–214 trước CN (74 năm)                               | Con gái của Shiki no Agatanushi Oome. Sinh mẫu của Thiên hoàng Kōgen. Phong Hoàng Thái hậu vào năm 214 trước CN. |
|          | Utsushikome欝色謎命                         | Thiên hoàng Kōgen                                                                             | 208–157 trước CN (50 năm)                               | Con gái của Oyakuchisukune. Sinh hạ Thiên hoàng Kaika và ba người con khác. Là Hoàng Thái hậu vào năm 157 trước CN. |
|          | Ikagashikome伊香色謎命                      | Thiên hoàng Kaika                                                                             | 152–97 trước CN (75 năm)                                | Con gái của Ōhesoki; phi tần của Thiên hoàng Kōgen. Sinh mẫu của Thiên hoàng Sujin và một người con khác. Bà có một đứa con với Thiên hoàng Kōgen. Được phong Hoàng Thái hậu vào năm 97 trước CN. |
|          | Mimaki-hime御間城姫                         | Thiên hoàng Sujin                                                                             | 97–29 trước CN (68 năm)                                 | Con gái của Hoàng tử Ōhiko; Cháu gái Thiên hoàng Kōgen và Utsushikome; em họ Thiên hoàng Sujin. Sinh hạ Thiên hoàng Suinin cùng 5 người con khác. Trở thành Hoàng Thái hậu vào năm 29 trước CN. |
|          | Saho-hime狭穂姫命                           | Thiên hoàng Suinin                                                                            | 28–25 trước CN (3 năm)                                  | mất năm 25 trước CNCon gái Hoàng tử Hikoimasu; cháu gái Thiên hoàng Kaika.Bà sinh được một người con. Bà mất trong cuộc bạo loạn của anh trai bà, tức Sahohiko. |
|          | Hibasu-hime日葉酢媛命                       | Thiên hoàng Suinin                                                                            | 15 trước CN–3 sau CN (18 năm)                           | mất năm 3 sau CNCon gái của Hoàng tử Tanba-no-Michinoushi; chắt của Thiên hoàng Kaika; cháu họ của Saho-hime. Hạ sinh Thiên hoàng Keikō cùng 4 người con khác. |
|          | Harima no Inabi no Ōiratsume播磨稲日大郎姫  | Thiên hoàng Keikō                                                                             | 72–122 (40 năm)                                         | mất năm 122Con gái Hoàng tử Wakatakehiko; cháu gái Thiên hoàng Kōrei. Bà đã sinh hạ 3 người con trong đó có Yamato Takeru, là cha của Thiên hoàng Chūai. |
|          | Yasakairi-hime八坂入媛命                    | Thiên hoàng Keikō                                                                             | 122–132 (10 năm)                                        | Bà là con gái Hoàng tử Yasakairihiko; cháu gái Thiên hoàng Sujin. Bà đã sinh hạ Thiên hoàng Seimu cùng 11 người con khác. Bà được phong Hoàng Thái hậu vào năm 132. |
|          | Okinagatarashi-hime気長足姫尊               | Thiên hoàng Chūai                                                                             | 193–201 (8 năm)                                         | 169–269 (100 tuổi)Con gái của Okinaganosukune; chít của Thiên hoàng Kaika. Bà sinh hạ Thiên hoàng Ōjin và nhiếp chính từ năm 201 đến năm 269. Được phong làm Hoàng Thái hậu năm 201. |
|          | Nakatsu-hime仲姫命                          | Thiên hoàng Ōjin                                                                              | 271–313 (41 năm)                                        | Bà là con gái của Homudamawaka. Bà hạ sinh Thiên hoàng Nintoku cùng hai người con khác. Bà được phong Hoàng Thái hậu năm 313. |
|          | Iwa no hime磐之媛命                         | Thiên hoàng Nintoku                                                                           | 314–347 (33 năm)                                        | mất năm 347Bà là con gái của Katsuragi no Sotsuhiko; chít của Thiên hoàng Kōgen và là một nhà thơ. Bà sinh hạ Thiên hoàng Richū, Thiên hoàng Hanzei, Thiên hoàng Ingyō và một đứa con khác. |
|          | Hoàng nữ Yata八田皇女                       | Thiên hoàng Nintoku                                                                           | được tấn phong năm 350                                  | Con gái Thiên hoàng Ōjin; em gái cùng cha khác mẹ của Thiên hoàng Nintoku. |
|          | Hoàng nữ Kusakanohatabino-hime草香幡梭皇女  | Thiên hoàng Richū                                                                             | tấn phong năm 405                                       | Con gái của Thiên hoàng Ōjin; dì của Thiên hoàng Richū. Hạ sinh Hoàng nữ Nakashi. |
|          | Oshisaka no Ōnakatsuhime忍坂大中姫          | Thiên hoàng Ingyō                                                                             | 413–453 (40 năm)                                        | Bà là con gái của Hoàng tử Wakanuke no Futamata; cháu gái Thiên hoàng Ōjin. Bà hạ sinh Thiên hoàng Ankō, Thiên hoàng Yūryaku và 7 người con khác. Bà được phong Hoàng Thái hậu năm 453. |
|          | Hoàng nữ Nakashi中磯皇女                    | Thiên hoàng Ankō                                                                              | tấn phong năm 455                                       | Bà là con gái Thiên hoàng Richū và Kusakanohatabino-hime. Trước đó, bà đã kết hôn với Hoàng tử Ōkusaka, con trai Thiên hoàng Nintoku. Bà trở thành cung phi cho Thiên hoàng Ankō năm 454. |
|          | Kusaka no Hatabi no hime草香幡梭姫皇女      | Thiên hoàng Yūryaku                                                                           | tấn phong năm 457                                       | Con gái Thiên hoàng Nintoku. |
|          | Hoàng nữ Naniwa no Ono難波小野王            | Thiên hoàng Kenzō                                                                             | 485–489 (4 năm)                                         | mất năm 489Bà là con gái của Hoàng tử Oka-no-Wakugo; chắt gái của Thiên hoàng Yuryaku. Bà đã tự sát vì nỗi sợ hãi trước sự thô lỗ của Thiên hoàng Ninken khi ông còn là Hoàng Thái tử. |
|          | Hoàng nữ Kasuga no Ōiratsume春日大娘皇女    | Thiên hoàng Ninken                                                                            | tấn phong năm 488                                       | Bà là con gái Thiên hoàng Yuryaku. Bà sinh hạ Thiên hoàng Buretsu, Hoàng nữ Tashiraka và Hoàng nữ Tachibana no Nakatsu cùng 6 người con khác. |
|          | Kasuga no Iratsume春日娘子                  | Thiên hoàng Buretsu                                                                           | tấn phong năm 499                                       | Bà là Hoàng hậu Nhật Bản duy nhất có thân thế không rõ ràng. |
|          | Hoàng nữ Tashiraka手白香皇女                | Thiên hoàng Keitai                                                                            | tấn phong năm 507                                       | sinh năm 489Bà là con gái Thiên hoàng Ninken và Hoàng nữ Kasuga no Ōiratsume. Bà sinh một người con. |
|          | Hoàng nữ Kasuga no Yamada春日山田皇女       | Thiên hoàng Ankan                                                                             | Tấn phong năm 534                                       | Bà là con gái của Thiên hoàng Ninken. Bà kết hôn năm 513. |
|          | Hoàng nữ Tachibana no Nakatsu橘仲皇女       | Thiên hoàng Senka                                                                             | 536–539 (3 năm)                                         | Bà là con gái của Thiên hoàng Ninken và Hoàng nữ Kasuga no Ōiratsume. Bà sinh được 5 người con. Bà trở thành Hoàng Thái hậu năm 539. |
|          | Hoàng nữ Ishi-hime石姫皇女                  | Thiên hoàng Kinmei                                                                            | 540–572 (32 năm)                                        | Bà là con gái của Thiên hoàng Senka và Hoàng nữ Tachibana no Nakatsu. Bà sinh hạ Thiên hoàng Bidatsu và hai người con khác. Bà trở thành Hoàng Thái hậu năm 572. |
|          | Hirohime広姫                                | Thiên hoàng Bidatsu                                                                           | 575 (10 tháng)                                          | mất năm 575Bà là con gái của Hoàng tử Okinaga-no-Mate; chút của Thiên hoàng Emperor Ōjin. Bà sinh được 3 đứa con. |
|          | Hoàng nữ Nukatabe額田部皇女                 | Thiên hoàng Bidatsu                                                                           | 576–585 (9 năm)                                         | 554–628 (thọ 74 tuổi)Bà là con gái của Thiên hoàng Kinmei. Bà sinh được 8 người con và trở thành Nữ Thiên hoàng Nhật Bản vào năm 592. |
|          | Hoàng nữ Hashihito no Anahobe穴穂部間人皇女 | Thiên hoàng Yōmei                                                                             | 586–587 (1 năm)                                         | 560–621 (thọ 61 tuổi)Bà là con gái của Thiên hoàng Kinmei. Bà kết hôn năm 564 và hạ sinh Thánh Đức Thái tử cùng 3 người con khác. |
|          | Hoàng nữ Takara宝皇女                       | Thiên hoàng Jomei                                                                             | 630–641 (11 năm)                                        | 594–661 (thọ 67 tuổi)Bà là con gái Hoàng tử Chinu; chắt của Thiên hoàng Bidatsu. Bà là sinh mẫu của Thiên hoàng Tenji, Thiên hoàng Kōtoku và một người con khác. Bà là Nữ Thiên hoàng của Nhật Bản từ năm 642 đến năm 645 và từ năm 655 đến năm 661.                                                                     |
|          | Hoàng nữ Hashihito間人皇女                  | Thiên hoàng Kōtoku                                                                            | tấn phong năm 645                                       | mất năm 665Bà là con gái của Thiên hoàng Jomei và Hoàng nữ Takara; em gái Thiên hoàng Tenji và Thiên hoàng Tenmu. |
|          | Yamato Hime no Ōkimi倭姫王                  | Thiên hoàng Tenji                                                                             | tấn phong năm 668                                       | Bà là con gái của Hoàng tử Furuhito no Ōe; cháu gái Thiên hoàng Jomei; cháu họ Thiên hoàng Tenji và là một nhà thơ. Bà là sinh mẫu của Thiên hoàng Tenmu. |
|          | Hoàng nữ Unonosarara鸕野讃良皇女            | Thiên hoàng Tenmu                                                                             | 673–686 (13 năm)                                        | 645–703 (thọ 57–58 tuổi)Bà là con gái của Thiên hoàng Tenji. Bà sinh được một người con và trở thành Nữ Thiên hoàng từ năm 686 đến năm 697. |
|          | Fujiwara Asukabehime藤原安宿媛              | Thiên hoàng Shōmu                                                                             | 729–749 (9 năm)                                         | 701–760 (thọ 58–59 tuổi)Bà là con gái của Fujiwara no Fuhito. Bà hạ sinh Thiên hoàng Kōken cùng một người con khác. Bà trở thành Hoàng Thái hậu năm 749. |
|          | Nội Thân vương Inoe井上内親王               | Thiên hoàng Kōnin                                                                             | 770–772 (2 năm)                                         | 717–775 (thọ 57–58 tuổi)Bà là con gái Thiên hoàng Shōmu; chị em cùng cha khác mẹ với Thiên hoàng Kōken. Bà hạ sinh Thân vương Sakahito, người còn được gọi là Hoàng Thái tử Osabe. Bà bị phế truất vào năm 772 sau khi bị buộc tội đã sử dụng bùa chú và tà thuật nhằm đưa con trai Osabe lên ngôi.                      |
|          | Fujiwara no Otomuro藤原乙牟漏               | Thiên hoàng Kanmu                                                                             | 783–790 (6 năm)                                         | 760–790 (29–30 tuổi)Bà là con gái của Fujiwara no Yoshitsugu. Bà là sinh mẫu của Thiên hoàng Heizei, Thiên hoàng Saga và Nội Thân vương Koshi. Bà được truy phong Hoàng Thái hậu năm 806. |
|          | Fujiwara no Tarashiko藤原帯子               | Thiên hoàng Heizei                                                                            | được truy phong Hoàng hậu năm 806                       | mất năm 794Bà là con gái của Fujiwara no Momokawa. |
|          | Tachibana no Kachiko橘嘉智子                | Thiên hoàng Saga                                                                              | 815–823 (7 năm)                                         | 786–850 (thọ 63–64 tuổi)Bà là con gái của Tachibana no Kiyotomo. Bà kết hôn năm 809. Bà sinh hạ Thiên hoàng Ninmyō, Nội Thân vương Seishi cùng 5 người con khác. Bà trở thành Hoàng Thái hậu vào năm 823, được phong Thái hoàng Thái hậu 10 năm sau đó.                                                                  |
|          | Nội Thân vương Koshi高志内親王              | Thiên hoàng Junna                                                                             | được truy phong Hoàng hậu năm 823                       | 789–809(19–20 tuổi)Bà là con gái Thiên hoàng Kanmu và Fujiwara no Otomuro. Bà sinh được 4 người con. |
|          | Nội Thân vương Seishi正子内親王             | Thiên hoàng Junna                                                                             | 827–833 (6 năm)                                         | 810–879 (thọ 68–69 tuổi)Bà là con gái Thiên hoàng Saga và Tachibana no Kachiko. Bà sinh được 3 người con và được phong Hoàng Thái hậu năm 833 và phong Thái hoàng Thái hậu năm 854. |
|          | Fujiwara no Onshi藤原穏子                   | Thiên hoàng Daigo                                                                             | 923–931 (7 năm)                                         | 885–954 (thọ 68–69 tuổi)Bà là con gái của Fujiwara no Mototsune. Sinh hạ Thiên hoàng Suzaku, Thiên hoàng Murakami cùng hai người con khác. Được phong là Hoàng Thái hậu năm 931 và Thái hoàng Thái hậu năm 946. |
|          | Fujiwara no Anshi藤原安子                   | Thiên hoàng Murakami                                                                          | 958–964 (5 năm)                                         | 927–964 (thọ 68–69 tuổi)Là con gái của Fujiwara no Morosuke. Bà là sinh mẫu của Thiên hoàng Reizei, Thiên hoàng En'yu cùng 7 người con khác. |
|          | Nội Thân vương Masako昌子内親王             | Thiên hoàng Reizei                                                                            | 967–973 (5 năm)                                         | 950–1000 (49–50 tuổi)Con gái Thiên hoàng Suzaku. Bà nhận nuôi một đứa con và được phong Hoàng Thái hậu năm 973 và Thái hoàng Thái hậu năm 986. |
|          | Fujiwara no Koshi藤原媓子                   | Thiên hoàng En'yū                                                                             | 973–979 (5 năm)                                         | 947–979 (31–32 năm)Con gái của Fujiwara no Kanemichi. |
|          | Fujiwara no Junshi藤原遵子                  | Thiên hoàng En'yū                                                                             | 982–997 (15 năm)                                        | 957–1017 (59–60 tuổi)Con gái của Fujiwara no Yoritada. Bà được phong Hoàng Thái hậu năm 1000 và Thái hoàng Thái hậu năm 1012. |
|          | Fujiwara no Teishi藤原定子                  | Thiên hoàng Ichijō                                                                            | 990–1001 (10 năm)                                       | 977–1001 (23–24 tuổi)Bà là con gái của Fujiwara no Michitaka. Bà sinh được 3 người con. |
|          | Fujiwara no Shōshi藤原彰子                  | Thiên hoàng Ichijō                                                                            | 1000–1012 (12 năm)                                      | 988–1074 (86 tuổi)Bà là con gái của Fujiwara no Michinaga. Là sinh mẫu cuả Thiên hoàng Go-Ichijō và Thiên hoàng Go-Suzaku. Bà được phong Thái hậu năm 1012 và Thái hoàng Thái hậu năm 1018. |
|          | Fujiwara no Seishi藤原娍子                  | Thiên hoàng Sanjō                                                                             | 1012–1016 (4 năm)                                       | 972–1025 (52–53 năm)Con gái của Fujiwara no Naritoki. Bà sinh được 6 người con. |
|          | Fujiwara no Kenshi藤原妍子                  | Thiên hoàng Sanjō                                                                             | 1012–1018 (6 năm)                                       | 994–1027 (32–33 tuổi)Con gái của Fujiwara no Michinaga; em gái của Fujiwara no Shōshi. Bà sinh hạ Nội Thân vương Teishi và được phong Hoàng Thái hậu năm 1018. |
|          | Fujiwara no Ishi藤原威子                    | Thiên hoàng Go-Ichijō                                                                         | 1018–1036 (18 năm)                                      | 1027–1105 (77–78 tuổi)Con gái của Fujiwara no Michinaga; em gái của Fujiwara no Shōshi và Fujiwara no Kenshi (994–1027); dì của Emperor Go-Ichijō. Bà sinh được Nội Thân vương Shōshi (1027–1105) và Nội Thân vương Kaoruko.                                                                                             |
|          | Nội Thân vương Teishi禎子内親王             | Thiên hoàng Go-Suzaku                                                                         | 1037–1051 (14 năm)                                      | 1013–1094 (80 tuổi)Con gái của Thiên hoàng Sanjō và Fujiwara no Kenshi (994–1027); em họ thứ hai của Thiên hoàng Go-Suzaku. Bà là sinh mẫu của Thiên hoàng Go-Sanjō cùng hai người con khác. Được phong làm Hoàng Thái hậu năm 1051 và Thái hoàng Thái hậu năm 1068.                                                     |
|          | Fujiwara no Genshi藤原嫄子                  | Thiên hoàng Go-Suzaku                                                                         | 1037–1039 (2 năm)                                       | 1016–1039 (23 tuổi)Con gái Thân vương Atsuyasu; cháu gái Thiên hoàng Go-Suzaku; con gái nuôi của Fujiwara no Yorimichi. Bà sinh được hai người con. |
|          | Nội Thân vương Shōshi章子内親王             | Thiên hoàng Go-Reizei                                                                         | 1046–1068 (22 năm)                                      | 1027–1105 (77–78 năm)Con gái Thiên hoàng Go-Ichijō và Fujiwara no Ishi; em họ của Thiên hoàng Go-Reizei. Bà được phong Hoàng Thái hậu năm 1068 và Thái hoàng Thái hậu năm 1069. |
|          | Fujiwara no Hiroko藤原寛子                  | Thiên hoàng Go-Reizei                                                                         | 1051–1069 (18 năm)                                      | 1036–1127 (90–91 tuổi)Con gái của Fujiwara no Yorimichi; chị gái nuôi của Fujiwara no Genshi. Bà được phong làm Hoàng Thái hậu năm 1069 và Thái hoàng Thái hậu năm 1074. |
|          | Fujiwara no Kanshi藤原歓子                  | Thiên hoàng Go-Reizei                                                                         | 1068–1074 (6 năm)                                       | 1021–1102 (80–81 tuổi)Con gái của Fujiwara no Norimichi; chị họ của Fujiwara no Hiroko. Bà sinh được một người con và được phong làm Hoàng Thái hậu năm 1074. |
|          | Nội Thân vương Kaoruko馨子内親王            | Thiên hoàng Go-Sanjō                                                                          | 1069–1093 (24 năm)                                      | 1029–1093 (63–64 tuổi)Con gái Thiên hoàng Go-Ichijō; em họ Thiên hoàng Go-Sanjō. Bà kết hôn năm 1051. |
|          | Fujiwara no Kenshi藤原賢子                  | Thiên hoàng Shirakawa                                                                         | 1074–1084 (10 năm)                                      | 1057–1084 (26–27 tuổi)Con gái của Minamoto Akifusa; con gái nuôi của Fujiwara no Morozane. Bà sinh hạ Thiên hoàng Horikawa cùng 4 người con khác. |
|          | Nội Thân vương Teishi媞子内親王             | Chuẩn mẫu của Thiên hoàng Horikawa                                                            | 1091–1093 (2 năm)                                       | 1076–1096 (19–20 năm)Con gái Thiên hoàng Shirakawa và Fujiwara no Kenshi (1057–1084); chị của Thiên hoàng Horikawa. |
|          | Nội Thân vương Tokushi篤子内親王            | Thiên hoàng Horikawa                                                                          | 1093–1107 (14 năm)                                      | 1060–1114 (53–54 tuổi)Con gái Thiên hoàng Go-Sanjō và Nội Thân vương Kaoruko; em gái Thiên hoàng Shirakawa; dì của Thiên hoàng Horikawa. |
|          | Nội Thân vương Reishi令子内親王             | Chuẩn mẫu của Thiên hoàng Toba                                                                | 1108–1134 (26 năm)                                      | 1078–1144 (65–66 tuổi)Con gái Thiên hoàng Shirakawa và Fujiwara no Kenshi (1057–1084); em gái Thiên hoàng Horikawa; cô của Thiên hoàng Toba. |
|          | Fujiwara no Tamako藤原璋子                  | Thiên hoàng Toba                                                                              | 1118–1124 (6 năm)                                       | 1101–1145 (43–44 tuổi)Là con gái của Fujiwara no Kinzane. Bà trở thành dưỡng nữ của Thiên hoàng Shirakawa sau khi mồ côi cha năm lên 7 tuổi. Bà sinh hạ Thiên hoàng Sutoku, Thiên hoàng Go-Shirakawa, Nội Thân vương Muneko cùng 4 người con khác.                                                                       |
|          | Fujiwara no Kiyoko藤原聖子                  | Thiên hoàng Sutoku                                                                            | 1130–1142 (12 năm)                                      | 1122–1182 (59–60 tuổi)Con gái của Fujiwara no Tadamichi. Bà được phong Hoàng Thái hậu năm 1142. |
|          | Fujiwara no Yasuko藤原泰子                  | Thiên hoàng Toba                                                                              | 1134–1139 (5 năm)                                       | 1095–1156 (60–61 tuổi)Con gái của Fujiwara no Tadazane. |
|          | Fujiwara no Nariko藤原得子                  | Thiên hoàng Toba                                                                              | 1142–1149 (7 năm)                                       | 1117–1160 (42–43 tuổi)Con gái của Fujiwara no Nagazane. Bà sinh hạ Thiên hoàng Konoe, Nội Thân vương Yoshiko (1141–1176) cùng 2 người con khác. |
|          | Fujiwara no Tashi藤原多子                   | Thiên hoàng Konoe                                                                             | 1150–1156 (6 năm)                                       | 1140–1202 (61–62 tuổi)Con gái của Tokudaiji Kinyoshi; được Fujiwara no Yorinaga nhận làm dưỡng nữ. Bà được phong Hoàng Thái hậu năm 1156, Thái hoàng Thái hậu năm 1158. Bà trở thành phi tần của Thiên hoàng Nijō từ năm 1160 đến năm 1165 và là Hoàng hậu Nhật Bản duy nhất trở thành hôn phối của hai đời Thiên hoàng. |
|          | Fujiwara no Teishi藤原泰子                  | Thiên hoàng Konoe                                                                             | 1150–1158 (7 năm)                                       | 1131–1176 (44–45 tuổi)Con gái của Fujiwara no Koremichi; dưỡng nữ của Fujiwara no Tadamichi. |
|          | Fujiwara no Kinshi藤原忻子                  | Thiên hoàng Go-Shirakawa                                                                      | 1156–1172 (7 năm)                                       | 1134–1209 (74–75 tuổi)Con gái của Tokudaiji Kinyoshi. Bà trở thành Hoàng Thái hậu năm 1172. |
|          | Nội Thân vương Muneko統子内親王             | Chuẩn mẫu của Thiên hoàng Go-Shirakawa                                                        | 1158–1159 (11 tháng)                                    | 1126–1189 (62 tuổi)Con gái của Thiên hoàng Toba và Fujiwara no Tamako; em gái Thiên hoàng Sutoku và Thiên hoàng Go-Shirakawa. |
|          | Nội Thân vương Yoshiko姝子内親王            | Thiên hoàng Nijō                                                                              | 1159–1162 (2 năm)                                       | 1141–1176 (34 tuổi)Con gái của Thiên hoàng Toba and Fujiwara no Nariko; dì của Thiên hoàng Nijō. |
|          | Fujiwara no Ikushi藤原育子                  | Thiên hoàng Nijō                                                                              | 1162–1173 (11 năm)                                      | 1146–1173 (26–27 tuổi)Con gái của Tokudaiji Saneyoshi; dưỡng mẫu của Thiên hoàng Rokujō. |
|          | Taira no Tokuko平徳子                       | Thiên hoàng Takakura                                                                          | 1172–1182 (9 năm)                                       | 1155–1214 (58–59 tuổi)Con gái Thiên hoàng Go-Shirakawa. Bà là sinh mẫu của Thiên hoàng Antoku. |
|          | Nội Thân vương Sukeko亮子内親王             | Chuẩn mẫu của Thiên hoàng Antoku(until 1183)Chuẩn mẫu của Thiên hoàng Go-Toba(kể từ năm 1183) | 1182–1187 (4 năm)                                       | 1147–1216 (68–69 tuổi)Con gái của Thiên hoàng Go-Shirakawa; em gái Thiên hoàng Takakura; dì của Thiên hoàng Antoku và Thiên hoàng Go-Toba. |
|          | Fujiwara no Ninshi藤原任子                  | Thiên hoàng Go-Toba                                                                           | 1190–1200 (10 năm)                                      | 1147–1216 (68–69 tuổi)Con gái của Fujiwara no Kanezane. Bà sinh được Nội Thân vương Shōshi (1195–1211). |
|          | Nội Thân vương Noriko範子内親王             | Chuẩn mẫu của Thiên hoàng Tsuchimikado                                                        | 1198–1206 (8 năm)                                       | 1177–1210 (32 tuổi)Con gái Thiên hoàng Takakura; dì của Thiên hoàng Tsuchimikado. |
|          | Fujiwara no Reishi藤原麗子                  | Thiên hoàng Tsuchimikado                                                                      | 1205–1210 (4 năm)                                       | 1185–1243 (57–58 năm)Con gái của Fujiwara no Yorizane. |
|          | Nội Thân vương Shōshi昇子内親王             | Chuẩn mẫu của Thân vương Morinari                                                             | 1208–1209 (8 tháng)                                     | 1195–1211 (16 tuổi)Con gái của Thiên hoàng Go-Toba và Fujiwara no Ninshi; em gái Thiên hoàng Emperor Juntoku. |
|          | Fujiwara no Ritsushi九条立子                | Thiên hoàng Juntoku                                                                           | 1211–1222 (11 năm)                                      | 1192–1248 (55–56 tuổi)Con gái của Kujō Yoshitsune. Bà sinh hạ Thiên hoàng Chūkyō và một đứa con khác. |
|          | Nội Thân vương Kuniko邦子内親王             | Chuẩn mẫu của Thiên hoàng Go-Horikawa                                                         | 1222–1224 (2 năm)                                       | 1209–1283 (73–74 tuổi)Con gái Thân vương Morisada; cháu gái Thiên hoàng Takakura; chị của Thiên hoàng Go-Horikawa. Dưỡng mẫu của Thiên hoàng Kameyama. |
|          | Fujiwara no Ariko藤原有子                   | Thiên hoàng Go-Horikawa                                                                       | 1223–1227 (3 năm)                                       | 1207–1286 (78–79 tuổi)Con gái của Sanjō Kinfusa. |
|          | Fujiwara no Chōshi藤原長子                  | Thiên hoàng Go-Horikawa                                                                       | 1226–1229 (2 năm)                                       | 1218–1275 (56–57 tuổi)Con gái của Konoe Iezane. |
|          | Fujiwara no Shunshi藤原竴子                 | Thiên hoàng Go-Horikawa                                                                       | 1230–1233 (3 năm)                                       | 1218–1275 (56–57 tuổi)Con gái của Kujō Michiie. Bà sinh hạ Thiên hoàng Shijō cùng một đứa con khác. |
|          | Nội Thân vương Rishi利子内親王              | Chuẩn mẫu của Thiên hoàng Shijō                                                               | 1233–1239 (6 năm)                                       | 1197–1251 (53–54 tuổi)Con gái Thân vương Morisada; cháu gái Thiên hoàng Takakura; em gái của Thiên hoàng Go-Horikawa và Nội Thân vương Kuniko; dì của Thiên hoàng Shijō. |
|          | Fujiwara no Kisshi藤原姞子                  | Thiên hoàng Go-Saga                                                                           | 1242–1248 (6 năm)                                       | 1225–1292 (66–67 tuổi)Con gái của Saionji Saneuji. Bà là sinh mẫu của Thiên hoàng Go-Fukakusa, Thiên hoàng Kameyama và 3 đứa con khác. |
|          | Nội Thân vương Teruko曦子内親王             | Chuẩn mẫu của Thiên hoàng Go-Saga                                                             | 1248–1251 (2 năm)                                       | 1224–1262 (37–38 tuổi)Con gái Thiên hoàng Tsuchimikado; dì của Thiên hoàng Go-Saga. |
|          | Fujiwara no Kimiko藤原公子                  | Thiên hoàng Go-Fukakusa                                                                       | 1257–1260 (2 năm)                                       | 1232–1304 (71–72 tuổi)Con gái của Saionji Saneuji; em họ Thiên hoàng Go-Fukakusa. Bà sinh được Nội Thân vương Reishi (1270–1307) và một người con khác. |
|          | Fujiwara no Saneko藤原佶子                  | Thiên hoàng Kameyama                                                                          | 1261–1272 (11 năm)                                      | 1245–1272 (26–27 tuổi)Con gái của Tōin Saneo. Bà hạ sinh Thiên hoàng Go-Uda cùng hai người con khác. |
|          | Fujiwara no Kishi藤原嬉子                   | Thiên hoàng Kameyama                                                                          | 1261–1269 (7 năm)                                       | 1252–1318 (65–66 tuổi)Con gái của Saionji Kinsuke. |
|          | Nội Thân vương Reishi姈子内親王             | Thiên hoàng Go-Uda                                                                            | 1285–1291 (5 năm)                                       | 1270–1307 (36 years)Daughter of Emperor Go-Fukakusa and Fujiwara no Kimiko; cousin of Emperor Go-Uda. |
|          | Saionji Shōshi西園寺鏱子                    | Thiên hoàng Fushimi                                                                           | 1288–1298 (9 năm)                                       | 1271–1342 (70–71 tuổi)Là con gái của Saionji Sanekane và là một nhà thơ. Thiên hoàng Go-Fushimi là con nuôi của bà. |
|          | Fujiwara no Kinshi藤原忻子                  | Thiên hoàng Go-Nijō                                                                           | 1303–1308 (4 năm)                                       | 1283–1352 (68–69 tuổi)Con gái của Tokudaiji Kintaka. |
|          | Nội Thân vương Shōshi奨子内親王             | Hoàng hậu Cung của Thiên hoàng Go-Daigo                                                       | 1319 (6 tháng)                                          | 1286–1348 (62 tuổi)Con gái của Thiên hoàngGo-Uda; chị em cùng cha khác mẹ với Thiên hoàng Go-Daigo. |
|          | Saionji Kishi西園寺禧子                     | Thiên hoàng Go-Daigo                                                                          | 1319–1333 (14 năm)                                      | sau năm 1295 và trước giai đoạn 1305–1333 (27–38 tuổi)Con gái của Saionji Sanekane và là một nhà thơ. Bà kết hôn năm 1314. Bà sinh hạ Nội Thân vương Kanshi cùng một người con khác. Bà được phong Hoàng Thái hậu năm 1333.                                                                                              |
|          | Nội Thân vương Junshi珣子内親王             | Thiên hoàng Go-Daigo                                                                          | 1334–1337 (3 năm)                                       | 1311–1337 (25–26 tuổi)Con gái Thiên hoàng Go-Fushimi. Bà sinh được một người con. |
|          | Con gái của Saionji Kinshige                | Thiên hoàng Chōkei                                                                            | được tấn phong vào khoảng thời gian trước năm 1371      | Một vị Hoàng hậu không rõ tên. Bà sinh được một người con. |
|          | Tokugawa Masako徳川和子                     | Thiên hoàng Go-Mizunoo                                                                        | 1624–1629 (5 năm)                                       | 1607–1678 (70 tuổi)Con gái của Tokugawa Hidetada. Bà hạ sinh Thiên hoàng Meishō và 6 người con khác. Các vị Thiên hoàng như Thiên hoàng Go-Kōmyō và Thiên hoàng Go-Sai đều là con nuôi của bà. |
|          | Takatsukasa Fusako鷹司房子                  | Thiên hoàng Reigen                                                                            | 1683–1687 (3 năm)                                       | 1653–1712 (58 tuổi)Con gái của Takatsukasa Norihira. Bà sinh được một người con. |
|          | Nữ vương Yukiko幸子女王                     | Thiên hoàng Higashiyama                                                                       | 1708–1710 (2 năm)                                       | 1680–1720 (39 tuổi)Con gái của Thân vương Arisugawa Yukihito.Bà sinh được một người con. |
|          | Nội Thân vương Yoshiko欣子内親王            | Thiên hoàng Kōkaku                                                                            | 1794–1820 (26 năm)                                      | 1779–1846 (67 tuổi)Con gái của Thiên hoàng Go-Momozono; em gái nuôi của Thiên hoàng Kōkaku. Bà cũng là vị Hoàng hậu cuối cùng xuất thân từ Hoàng tộc Nhật Bản. Bà sinh được hai người con và sau này đã nhận nuôi Thiên hoàng Ninkō. Bà được phong Hoàng Thái hậu vào năm 1820.                                          |
|          | Takatsukasa Tsunako鷹司繋子                 | Thiên hoàng Ninkō                                                                             | Được truy phong Hoàng hậu vào năm 1824                  | 1798–1823(24–25 tuổi)Con gái của Takatsukasa Masahiro. Bà kết hôn năm 1817 và sinh được hai người con. |
|          | Hoàng hậu Shōken一条勝子                    | Thiên hoàng Minh Trị                                                                          | 11 tháng 1, 1869 – 30 tháng 7, 1912 (43 năm, 201 ngày)  | 9 tháng 5, 1849 – 9 tháng 4, 1914 (64 năm, 335 ngày)Con gái của Tadayoshi Ichijō. Bà kết hôn vào ngày 11 tháng 1 năm 1869 và sau này đã nhận nuôi Thiên hoàng Taishō. Bà được tôn làm Hoàng Thái hậu năm 1912. |
|          | Hoàng hậu Teimei九条節子                    | Thiên hoàng Taishō                                                                            | 30 tháng 7, 1912 – 25 tháng 12, 1926 (14 năm, 148 ngày) | 25 tháng 6, 1884 – 17 tháng 5, 1951 (66 năm, 327 ngày)Con gái của Kujō Michitaka. Bà kết hôn vào ngày 10 tháng 5 năm 1900. Bà sinh hạ Thiên hoàng Shōwa cùng với 3 người con khác. Được tôn làm Hoàng Thái hậu năm 1926.                                                                                                 |
|          | Hoàng hậu Kōjun良子女王                     | Thiên hoàng Shōwa                                                                             | 25 tháng 12, 1926 – 7 tháng 1, 1989 (62 năm, 13 ngày)   | 6 tháng 3, 1903 – 16 tháng 6, 2000 (97 năm, 92 ngày)Con gái của Vương tước Kuni Kuniyoshi. Bà kết hôn vào ngày 26 tháng 1 năm 1924. Bà sinh hạ Thiên hoàng Akihito cùng với 6 người con khác. Bà được tôn làm Hoàng Thái hậu năm 1989.                                                                                   |
|          | Shōda Michiko正田美智子                     | Thiên hoàng Akihito                                                                           | 7 tháng 1, 1989 – 30 tháng 4, 2019(30 năm, 113 ngày)    | sinh ngày 20 tháng 10 năm 1934 (90 năm, 155 ngày)Con gái của Hidesaburō Shōda. Bà kết hôn vào ngày 10 tháng 4 năm 1959. Bà sinh được Nhật hoàng Naruhito cùng hai người con khác. Hiện tại, bà được gọi bằng danh hiệu Thượng Hoàng hậu (上皇后; "Empress Emerita").                                                     |
|          | Hoàng hậu Masako小和田雅子                  | Thiên hoàng Naruhito                                                                          | 1 tháng 5, 2019 – hiện tại (5 năm, 327 ngày)            | bà sinh vào ngày 9 tháng 12 năm 1963 (61 năm, 105 ngày)Con gái của Hisashi Owada. Bà kết hôn vào ngày 9 tháng 6 năm 1993. Bà sinh được một con gái. |